# Gara Roznov
Gara Roznov este o gară care deservește orașul Roznov, județul Neamț, România.